# 天宝 (吴越)
天宝（908年—912年）是吴越太祖錢鏐的年號，共计5年。是吴越政权第一个真正改元的年号。

## 文獻出處
- 《臨安府石屋崇化寺尊勝幢》：時天寶四年歲次辛來四月某日，元帥府府庫使王某。[2]
- 《明慶寺白傘蓋陀羅尼幢》發願文序：十五娘生忝霸朝，貴彰國懿。天寶五年太歲壬申月日題。[2]

## 紀年
| 天宝 | 元年  | 二年  | 三年  | 四年  | 五年  |
| ---- | ----- | ----- | ----- | ----- | ----- |
| 公元 | 908年 | 909年 | 910年 | 911年 | 912年 |
| 干支 | 戊辰  | 己巳  | 庚午  | 辛未  | 壬申  |

## 同期存在的其他政权年号
- 中國
  - 開平（907年－911年）：后梁—梁太祖朱全忠之年号
  - 乾化（911年－913年、913－915年）：後梁—朱全忠、朱友貞之年號
  - 天祐（907年－923年）：晉—李存勖尊奉之年號
  - 天祐（907年－922年）：岐—李茂貞尊奉之年號
  - 應天（911年－913年）：燕—劉守光之年號
  - 武成（908年－910年）：前蜀—王建之年號
  - 永平（911年－915年）：前蜀—王建之年號
  - 安國（903年－909年）：大長和—鄭買嗣之年號
  - 始元（910年－914年）：大長和—鄭仁旻之年號
  - 同慶（912年－966年）：于闐—尉遲烏僧波之年號
- 朝鮮半島
  - 聖冊（905年－911年）：後高句麗—弓裔之年號
  - 永德萬歲（911年－914年）：後高句麗—弓裔之年號
- 日本
  - 延喜（901年－922年）：平安時代—醍醐天皇之年號

## 參看
- 中國年號索引
- 其他时期使用的天宝年号

## 深入閱讀
- 李崇智. . 北京: 中華書局. 2004年12月. ISBN 7101025129.
- 鄧洪波. . 臺北: 國立臺灣大學東亞經典與文化研究計劃. 2005年3月  [2022-01-03]. ISBN 9789860005189. （原始内容 (pdf)存档于2007-08-25）.

| 前一年號： 天祐 | 吴越年号 908年－912年 | 下一年號： 鳳曆 |